# I figli delle mille e una notte
I figli delle mille e una notte (in arabo الهائمون‎?, Al-hāʾimūn, lett. "I viandanti"; in francese Les Baliseurs du désert) è un film del 1984 diretto da Nacer Khemir. È il primo film della Trilogia del deserto, a cui seguono La collana perduta della colomba e Bab'Aziz diretti dallo stesso regista. È incentrato sulla cultura araba, in particolare sui racconti e le leggende che hanno influenzato la vita del regista, come Le mille e una notte. Fu presentato a Venezia nel 1984.

## Trama
Un giovane insegnante viene inviato in un villaggio isolato in mezzo al deserto, dove assisterà ad avvenimenti che si mescolano tra mito e realtà: persone che sono attratte da un'antica maledizione a vagare senza sosta nel deserto; un uomo che trascorre 50 anni a scavare per trovare un tesoro e una barca misteriosa che si trova in cima a una duna di sabbia.

## Produzione
Il film è stato girato nel deserto tunisino.

## Distribuzione
Il film è uscito in Francia il 30 aprile 1986. In Italia fu presentato a Venezia nel 1984.

## Riconoscimenti
- 1984 - Festival des 3 Continents
  - Grand Prix
- 1985 - Valencia Festival of Mediterranean Cinema
  - Golden Palm